# 天津地铁津静线
天津地铁津静线，又称静海市域铁路、天津地铁21号线，全称天津中心城区至静海市域（郊）铁路，是天津首条开工建设的市域铁路，以地铁形式运营。2021年2月11日正式开工建设，2024年2月主体完工，9月28日正式开通。津静线在京华东道站与5号线实现换乘，首开段由天津铁路建设投资控股集团建设。静海市域铁路首开段（团泊医学园～京华东道）全长13.4km，其中高架段11.3km，过渡段1.4km，地下段0.7km。代表色是■粉色。

## 历史
- 2020年11月3日，天津轨道交通官网公布《天津中心城区至静海市域（郊）铁路首开段工程（团泊西～京华东道）社会稳定风险调查公众参与公告》[5]和第一次环评公示[6]。
- 2020年11月12日，天津轨道交通官网公布首开段工程勘察设计招标公告[2]。
- 2020年12月4日，天津市规划和自然资源局公布《天津市市域（郊）铁路专项规划（2019-2035年）》。本线在专项规划中名为津静线[7][8][9]。
- 2021年2月11日，首开段在国际医学城站正式开工，本线成为天津开工建设的首条市域铁路[10]。
- 2023年12月24日，津静线首辆列车上线。[11]
- 2024年6月5日，津静线完成全部施工作业和冷热滑试验，启动空载试运行。[12]
- 2024年9月28日，津静线正式开通运营。开通首日，天津地铁官方发放了一批乘车券，乘客可持券免费于天津地铁任何车站出站。[13]

## 车站列表
| 站名           | 里程 （km） | 站间距 （km） | 轨道换乘   | 行政区 | 开通日期      | 站台设置 |
| -------------- | ----------- | ------------- | ---------- | ------ | ------------- | -------- |
| 天津地铁津静线 |             |               |            |        |               |          |
| 京华东道       | 0           | -             | █ 5号线    | 西青区 | 2024年9月28日 | 地下     |
| 精武           |             |               |            | 西青区 | 2024年9月28日 | 高架     |
| 团泊健康城     |             |               | 津静线支线 | 静海区 | 2024年9月28日 | 高架     |
| 静海北         |             |               |            | 静海区 | 规划中        |          |
| 静海西         |             |               |            | 静海区 | 规划中        |          |
| 子牙产业园     |             |               |            | 静海区 | 规划中        |          |
| 支线           |             |               |            |        |               |          |
| 团泊医学园     |             |               |            | 静海区 | 2024年9月28日 | 高架     |
| 健康产业园     |             |               |            | 静海区 | 规划中        | 高架     |
| 大邱庄         |             |               |            | 静海区 | 规划中        |          |
| 论 编          |             |               |            |        |               |          |

## 行车安排
津静线采取单一线路运营与贯通运营两种运营方式，具备与既有地铁5号线贯通运营的条件，首开段车辆编组采用3辆编组和6辆编组混跑模式，其中6编组列车具备在5号线行驶的条件，3编组列车往返京华东道站及团泊医学园站之间。

## 使用列车
津静线采用了高强度铝合金车体的B2型列车，由中车青岛四方生产，单节车辆长约20米、宽2.8米、高3.8米。车辆外观造型采用前卫的设计风格，造型棱线起伏转折丰富，硬朗充满力量感。

### 编组

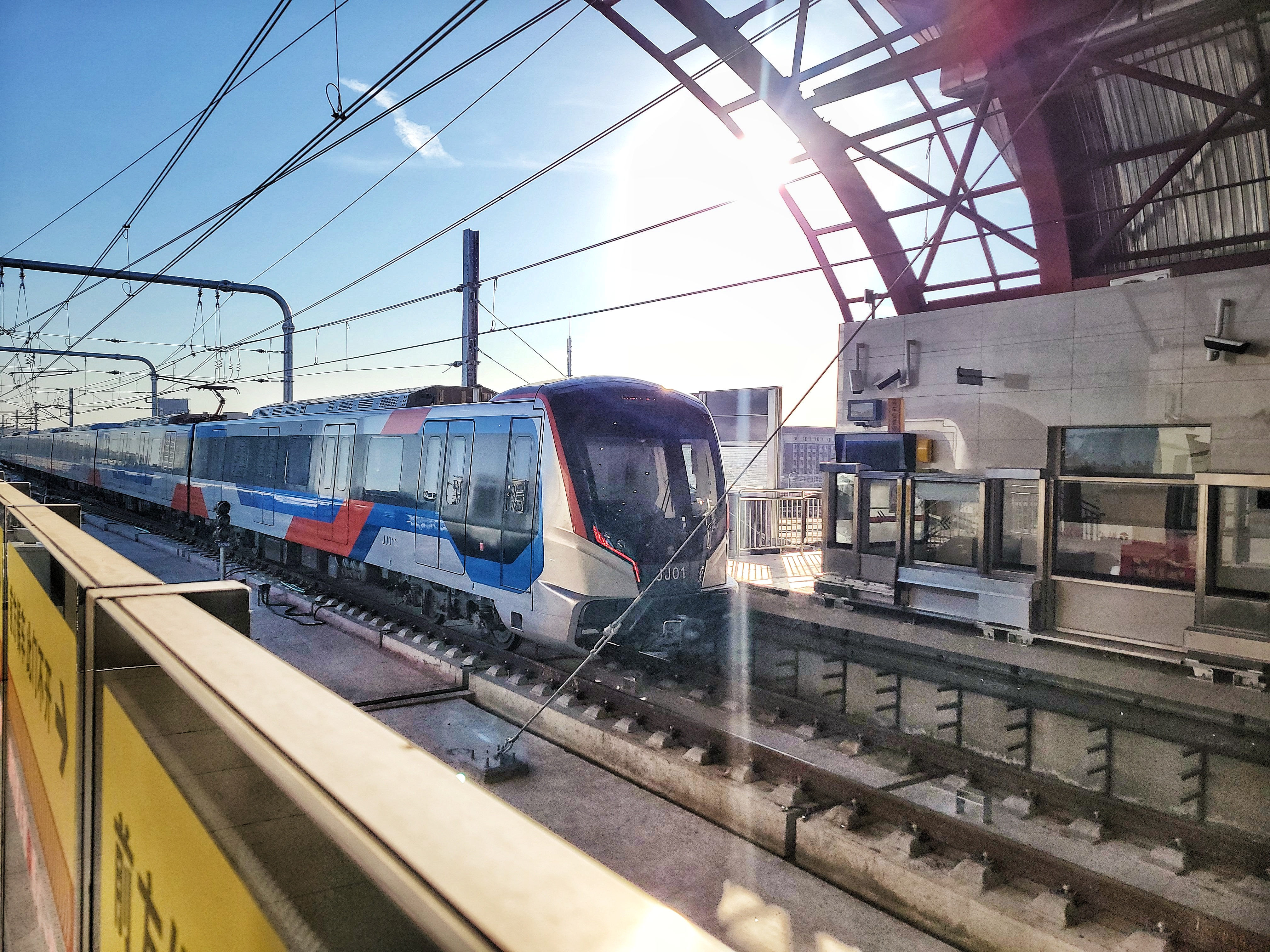
从团泊医学园站拍摄的天津地铁津静线6编组跨线列车

- 从团泊医学园站拍摄的天津地铁津静线6编组跨线列车首开段列车中，JJ01~JJ04 车组为6节编组，JJ05~JJ10、TJ532~TJ535车组为3节编组（可重联为6节）。

## 未来发展
除了主线向西南延伸至子牙产业园，以及团泊支线延伸至大邱庄外，津静线还将远期规划：
1. 主线从精武站引出，经于边邓路、紫金山路、文化中心、尖山路、环宇道、海河南路、新立镇、新兴村，终到滨海国际机场。
2. 从于边邓路向西引出南站支线，经工西路折向西北到达南站。